# Olympische Jugend-Winterspiele 2012/Shorttrack
Bei den Olympischen Jugend-Winterspielen 2012 in Innsbruck fanden vom 18. bis zum 21. Januar fünf Wettbewerbe im Shorttrack statt. Austragungsort war die Olympiahalle Innsbruck.

## Bilanz

### Medaillenspiegel
| Platz  | Land                 | Gold | Silber | Bronze | Gesamt |
| ------ | -------------------- | ---- | ------ | ------ | ------ |
| 1      | Südkorea             | 4    | 2      | –      | 6      |
| –      | Gemischte Mannschaft | 1    | 1      | 1      | 3      |
| 2      | Volksrepublik China  | –    | 2      | 2      | 4      |
| 3      | Italien              | –    | –      | 1      | 1      |
| 4      | Japan                | –    | –      | 1      | 1      |
| Gesamt | Gesamt               | 5    | 5      | 5      | 15     |

### Medaillengewinner
| Disziplin     | Gold                                            | Silber                                               | Bronze                                                        |
| ------------- | ----------------------------------------------- | ---------------------------------------------------- | ------------------------------------------------------------- |
| Männer        |                                                 |                                                      |                                                               |
| 500 m         | Yoon Su-min                                     | Lim Hyo-jun                                          | Xu Hongzhi                                                    |
| 1000 m        | Lim Hyo-jun                                     | Yoon Su-min                                          | Xu Hongzhi                                                    |
| Frauen        |                                                 |                                                      |                                                               |
| 500 m         | Shim Suk-hee                                    | Xu Aili                                              | Nicole Martinelli                                             |
| 1000 m        | Shim Suk-hee                                    | Xu Aili                                              | Sumire Kikuchi                                                |
| Mixed         |                                                 |                                                      |                                                               |
| Mixed-Staffel | Park Jung-hyun Lu Xiucheng Xu Aili Jack Burrows | Qu Chunyu Xu Hongzhi Marija Dolgopolowa Aydin Djemal | Shim Suk-hee Yoann Martinez Melanie Brantner Denis Airapetjan |

## Männer

### 500 m
| Platz | Land | Sportler          | Bestzeit |
| ----- | ---- | ----------------- | -------- |
| 1     | KOR  | Yoon Su-min       | 42,417 s |
| 2     | KOR  | Lim Hyo-jun       | 42,482 s |
| 3     | CHN  | Xu Hongzhi        | 42,637 s |
| 4     | USA  | Thomas Insuk Hong | 42,782 s |
| 5     | JPN  | Kei Saito         | 43,000 s |
| 6     | RUS  | Denis Airapetjan  | 45,026 s |

Datum: 19. Januar

Teilnehmer aus deutschsprachigen Ländern:

 Dominic Andermann belegte mit einer Bestzeit von 47,751 s den 12. Platz.

### 1000 m
| Platz | Land | Sportler       | Zeit         |
| ----- | ---- | -------------- | ------------ |
| 1     | KOR  | Lim Hyo-jun    | 1:29,284 min |
| 2     | KOR  | Yoon Su-min    | 1:29,428 min |
| 3     | CHN  | Xu Hongzhi     | 1:29,576 min |
| 4     | JPN  | Kei Saito      | 1:29,689 min |
| 5     | ITA  | Milan Grugni   | 1:33,183 min |
| 6     | FRA  | Yoann Martinez | 1:33,564 min |

Datum: 18. Januar

Teilnehmer aus deutschsprachigen Ländern:

 Dominic Andermann belegte mit einer Bestzeit von 1:38,822 min den 14. Platz.

## Frauen

### 500 m
| Platz | Land | Sportlerin        | Bestzeit |
| ----- | ---- | ----------------- | -------- |
| 1     | KOR  | Shim Suk-hee      | 44,122 s |
| 2     | CHN  | Xu Aili           | 44,593 s |
| 3     | ITA  | Nicole Martinelli | 46,390 s |
| 4     | USA  | Sarah Warren      | 47,033 s |
| 5     | JPN  | Sumire Kikuchi    | 46,200 s |
| 6     | NED  | Aafke Soet        | 46,980 s |

Datum: 19. Januar

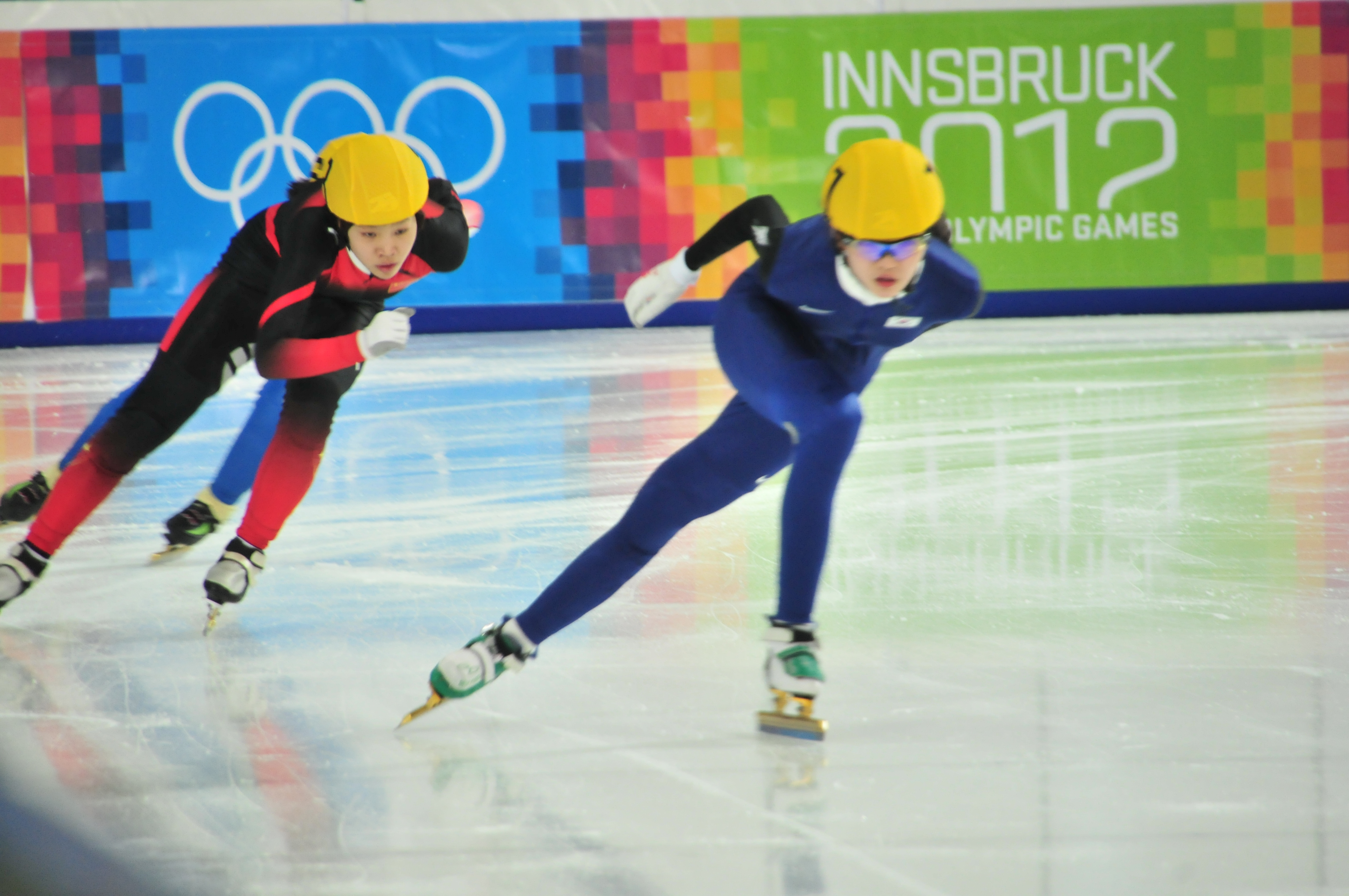
Xu Aili (China) und Shim Suk-hee (Südkorea) von links nach rechts

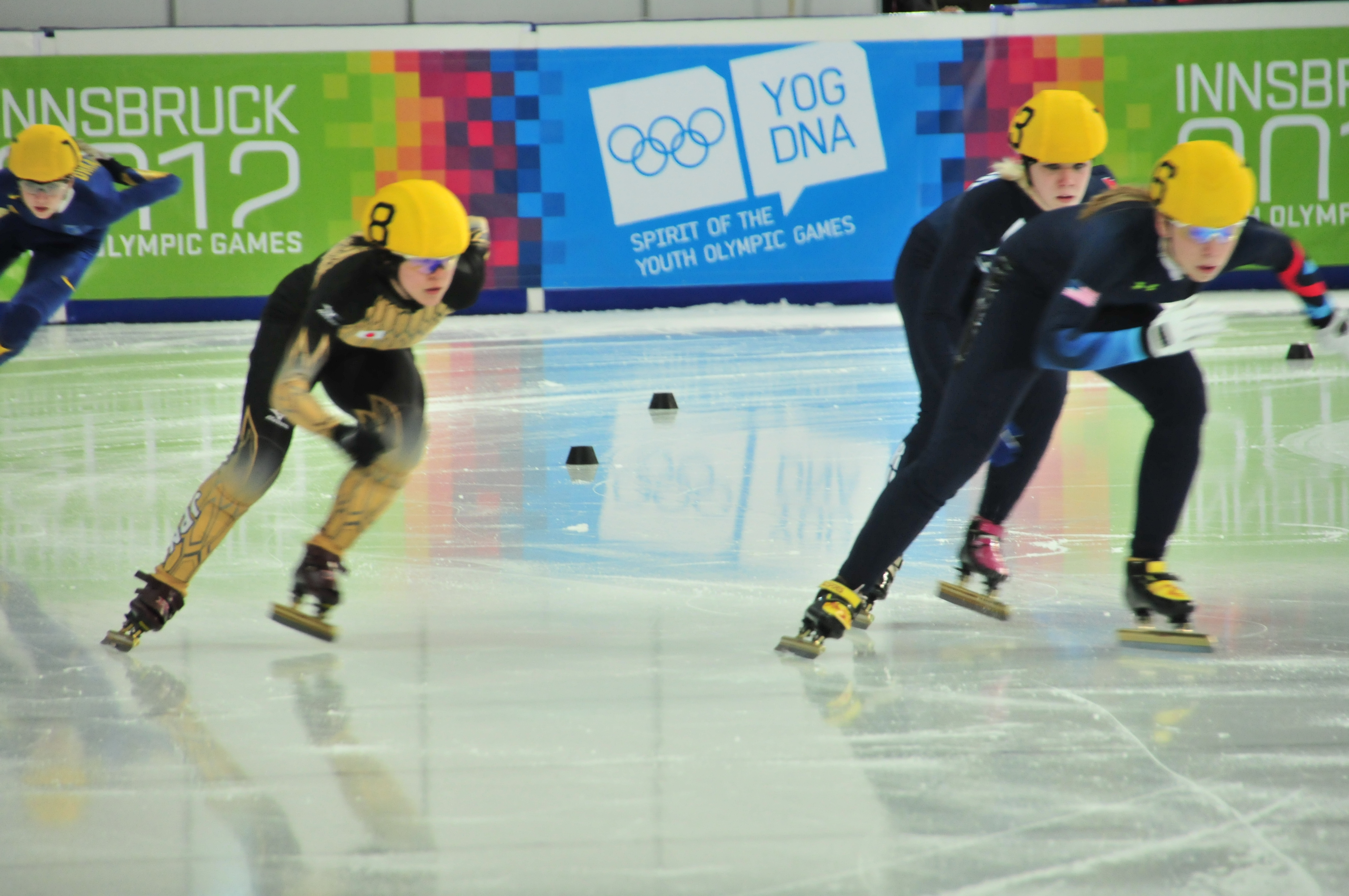
Sarah Warren (USA), Anna Gamorina (RUS) und Sumire Kikuchi (JP) von rechts nach links

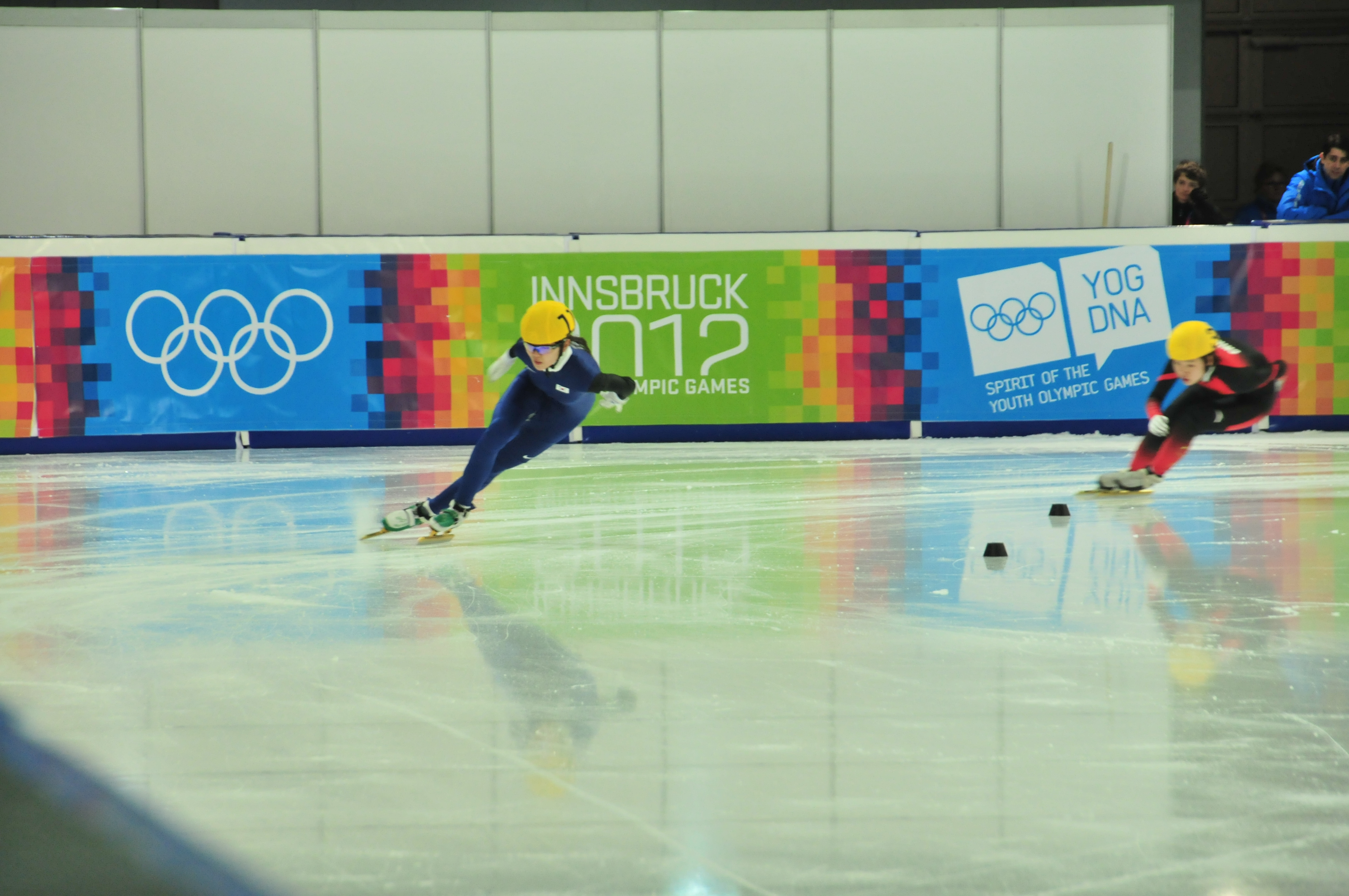
Shim Suk-hee (Südkorea) und Xu Aili (China)

Teilnehmerinnen aus deutschsprachigen Ländern:
 Elisabeth Witt belegte mit einer Bestzeit von 49,737 s den 14. Platz.

 Melanie Brantner belegte mit einer Bestzeit von 51,150 s den 15. Platz.

### 1000 m
| Platz | Land | Sportlerin         | Zeit         |
| ----- | ---- | ------------------ | ------------ |
| 1     | KOR  | Shim Suk-hee       | 1:31,661 min |
| 2     | CHN  | Xu Aili            | 1:33,351 min |
| 3     | JPN  | Sumire Kikuchi     | 1:34,254 min |
| 4     | ITA  | Nicole Martinelli  | 1:36,620 min |
| 5     | ITA  | Arianna Sighel     | 1:37,609 min |
| 6     | KAZ  | Darja Gontscharowa | 1:36,487 min |

Datum: 18. Januar

Teilnehmerinnen aus deutschsprachigen Ländern:

 Elisabeth Witt belegte mit einer Bestzeit von 1:39,667 min den 10. Platz.

 Melanie Brantner belegte mit einer Bestzeit von 1:46,275 min den 13. Platz.

## Staffel
| Platz | Sportler                                                        | Zeit         |
| ----- | --------------------------------------------------------------- | ------------ |
| 1     | Park Jung-hyun Lu Xiucheng Xu Aili Jack Burrows                 | 4:21,656 min |
| 2     | Qu Chunyu Xu Hongzhi Marija Dolgopolowa Aydin Djemal            | 4:21,277 min |
| 3     | Shim Suk-hee Yoann Martinez Melanie Brantner Denis Airapetjan   | 4:21,668 min |
| 4     | Elisabeth Witt Thomas Insuk Hong Sumire Kikuchi Chang Yin-Cheng | 4:23,141 min |
| 5     | Nicole Martinelli Milan Grugni Timea Tóth Tamás Farkas          | 4:28,026 min |
| 6     | Sarah Warren Kei Saito Lin Yu-Tzu Josse Antonissen              | 4:30,383 min |

Datum: 21. Januar

Es treten jeweils zwei Jungen und zwei Mädchen in einer Staffel an. Die Athleten können dabei auch unterschiedlichen Nationen angehören.

Weitere Teams mit Teilnehmern aus deutschsprachigen Ländern:

 Darja Gontscharowa,  Yoon Su-min,  Arianna Sighel und  Dominic Andermann belegten nach einer Bestrafung im Finale den 8. Platz.